# Васянин, Михаил Иванович
Михаи́л Ива́нович Вася́нин (1952—1996) — майор МВД РФ, Герой Российской Федерации (1996).

## Биография
Михаил Васянин родился 12 ноября 1952 года в Кустанае (ныне — Казахстан). В 1974 году он окончил Тюменское высшее военно-инженерное командное училище. Участвовал в обезвреживании мин времён Великой Отечественной войны в Курской и Орловской областях, на территории Белорусской и Украинской ССР. В 1980—1982 годах участвовал в Афганской войне. После распада СССР, отказавшись принимать присягу независимой Украине, уехал в Комсомольск-на-Амуре, где работал председателем кооператива промышленных взрывников, а затем инженером по технике безопасности завода «Амурсталь».
В апреле 1995 года Васянин поступил на службу в органы МВД РФ. Служил старшим инженером-сапёром ОМОН при УВД Комсомольска-на-Амуре. Два раза совершал командировки в Чечню, где обезвреживал неразорвавшиеся боеприпасы и оборудовал позиции воинских частей и специальных подразделений милиции. Неоднократно участвовал в проверках паспортного режима, зачистках населённых пунктов, несении патрульно-постовой службы. 
9 июля 1996 года ОМОН УВД г. Комсомольска-на-Амуре совместно с другими подразделениями принимал участие в специальной операции по проверке паспортного режима в селе Гехи Урус-Мартановского района Чеченской Республики. Майор милиции Михаил Васянин возглавлял группу бойцов ОМОНа из 10 человек. При приближении к одному из домов села омоновцы внезапно подверглись нападению крупного бандформирования, имеющего явное преимущество в вооружении и численности. Группа оказалась под ураганным огнем из стрелкового оружия и гранатомётов. Бой был ожесточенным, боевики стали обходить с фланга, пытаясь отрезать путь к отходу. Михаил Васянин сначала уничтожил гранатомётчика и двух автоматчиков, которые поддерживали действия других боевиков, потом перенёс огонь на бандитов, которые пытались выйти во фланг.
Уничтожая огнем противника, сумел организовать прорыв из окружения и вывел вверенных ему бойцов на безопасный рубеж, тем самым спас им жизнь. Отход товарищей прикрывала интенсивным огнем вторая группа под командованием подполковника Александра Дорофеева, погибшего в том бою.
Майор милиции Васянин 3 часа руководил подчинёнными в этой жестокой схватке. В ходе боя он получил тяжёлое ранение в грудь, от которого скончался на руках своих товарищей. Кроме Михаила Васянина погибли четыре военнослужащих внутренних войск, тридцать четыре военнослужащих и сотрудника милиции получили ранения. Селение было заблокировано внутренними войсками. Вечером оставшиеся в живых бандиты пытались прорваться из блокированного района, но были уничтожены.
Указом Президента Российской Федерации № 1579 от 18 ноября 1996 года майор милиции Михаил Васянин посмертно был удостоен высокого звания Героя Российской Федерации. Был также награждён рядом медалей. Навечно зачислен в списки личного состава подразделения, в котором служил.
В честь Васянина названа улица в Комсомольске-на-Амуре.